# Cornwall Glacier (glaciär i Antarktis, lat -83,07, long 162,33)
Cornwall Glacier är en glaciär i Antarktis. Den ligger i Östantarktis. Nya Zeeland gör anspråk på området. Cornwall Glacier ligger 1 280 meter över havet.
Terrängen runt Cornwall Glacier är huvudsakligen kuperad, men åt nordost är den bergig. Trakten är obefolkad. Det finns inga samhällen i närheten. 